# Robert Fellmann Jodellieder-Verlag
Der Robert Fellmann Jodellieder-Verlag mit Sitz in Unterägeri ist der grösste Jodellieder-Verlag der Schweiz. Er wurde im Jahre 1932 vom Dirigenten und Komponisten Robert Fellmann gegründet. Geschäftsinhaberin ist die Robert Fellmann Stiftung. Der Verlag vertreibt Noten, Partituren und Manuskripte von Jodelliedern, Schweizer Volksmusik und volkstümlicher Theaterliteratur. Der Verlagsbestand umfasst mehr als 7800 Werke von über 435 Komponisten und 715 Textdichtern, der Bestand wird laufend erweitert.

## Geschichte
Der Robert Fellmann Jodellieder-Verlag wurde im September 1932 von Robert Fellmann gegründet. Zunächst veröffentlichte der Komponist seine Jodellieder im Eigenverlag, bis der Verlag in den darauffolgenden Jahren auch Jodellieder weiterer Komponisten in seinen Bestand aufnahm. Seine Erfolge als Komponist konnte Robert Fellmann auch im Verlag verzeichnen – in den ersten Nachkriegsjahren gar mit Höchstzahlen: Im Rekordjahr 1946 versandte er insgesamt 12'044 Partituren seiner beliebten Jodellieder.

## Robert Fellmann
Robert Fellmann (1885–1951) gilt als der bedeutendste Jodelliedkomponist des 20. Jahrhunderts. Aufgewachsen in Baar und Uffikon, begann er nach einer Ausbildung zum Holzbildhauer 1920 mit dem Komponieren von Jodelliedern. Seine Kompositionen gehören noch heute zu den am meisten gesungenen schweizerischen Jodelliedern.
In seinen Liedern hat Robert Fellmann die schriftliche Tradition des Männerchorgesangs mit dem mündlich überlieferten Jodelgesang zu einer neuen volkstümlichen Kunstgattung vereint. Damit hat er der Jodlerbewegung so nachhaltig zum Durchbruch verholfen, dass diese gut hundert Jahre nach ihrer Entstehung noch immer überaus aktiv ist – und seine Lieder nach wie vor weiterpflegt.
1969 wurde in Uffikon ein Gedenkbrunnen für Josef Fellmann eingeweiht und 1985 zu seinem 100. Geburtstag ein Fest veranstaltet.

## Robert Fellmann Stiftung
Am 30. Januar 1970 wurde in Baar die Robert Fellmann Stiftung errichtet. Sie dient dem Zweck, das schweizerische Volks- und Jodellied sowie das ihm verbundene Brauchtum des Fahnenschwingens und Alphornblasens aufrechtzuerhalten, zu stärken und zu fördern. Insbesondere soll die Stiftung die bestehenden Verlagsrechte von Robert Fellmanns Werken (Musik und Theater) verwalten und unveröffentlichte Werke prüfen und allenfalls herausgeben.
Die Robert Fellmann Stiftung ist Besitzerin der nachgelassenen Schriften, der Notenmanuskripte und der persönlichen Dokumente von Robert Fellmann. Sie soll das Andenken an Robert und Marie Fellmann pflegen, auch durch die Erhaltung ihrer Grabstätten in Baar. Der Stiftung steht ein Stiftungsrat mit fünf Mitgliedern vor.